# Bérénicien
Bérénicien (ou Berenicianus) est un prince hérodien de Chalcis. Il est le fils aîné d'Hérode de Chalcis et de sa seconde épouse, Bérénice. Par son père il est l'arrière petit-fils d'Hérode le Grand.